# Мёрендорф
Мёрендорф (нем. Möhrendorf) — община в Германии, в земле Бавария. 
Подчиняется административному округу Средняя Франкония. Входит в состав района Эрланген-Хёхштадт. Население составляет 4447 человек (на 31 декабря 2010 года). Занимает площадь 13,16 км². Достопримечательностью Мерендофа считаются водяные колеса, расположенные на реке Регниц.
Коммуна подразделяется на 3 сельских округа: Мерендорф, Кляйнзеебах и Оберндорф.

## Месторасположение
Деревня расположена примерно в шести километрах к северу от Эрлангена, в долине реки Регниц, на западном берегу. Канал Рейн-Майн-Дунай, проходящий западнее Регница, образует границу с районом Кляйнзеебах. В Кляйнзеебахе в канал Рейн-Майн-Дунай впадает река Зеебах.

## Фотографии

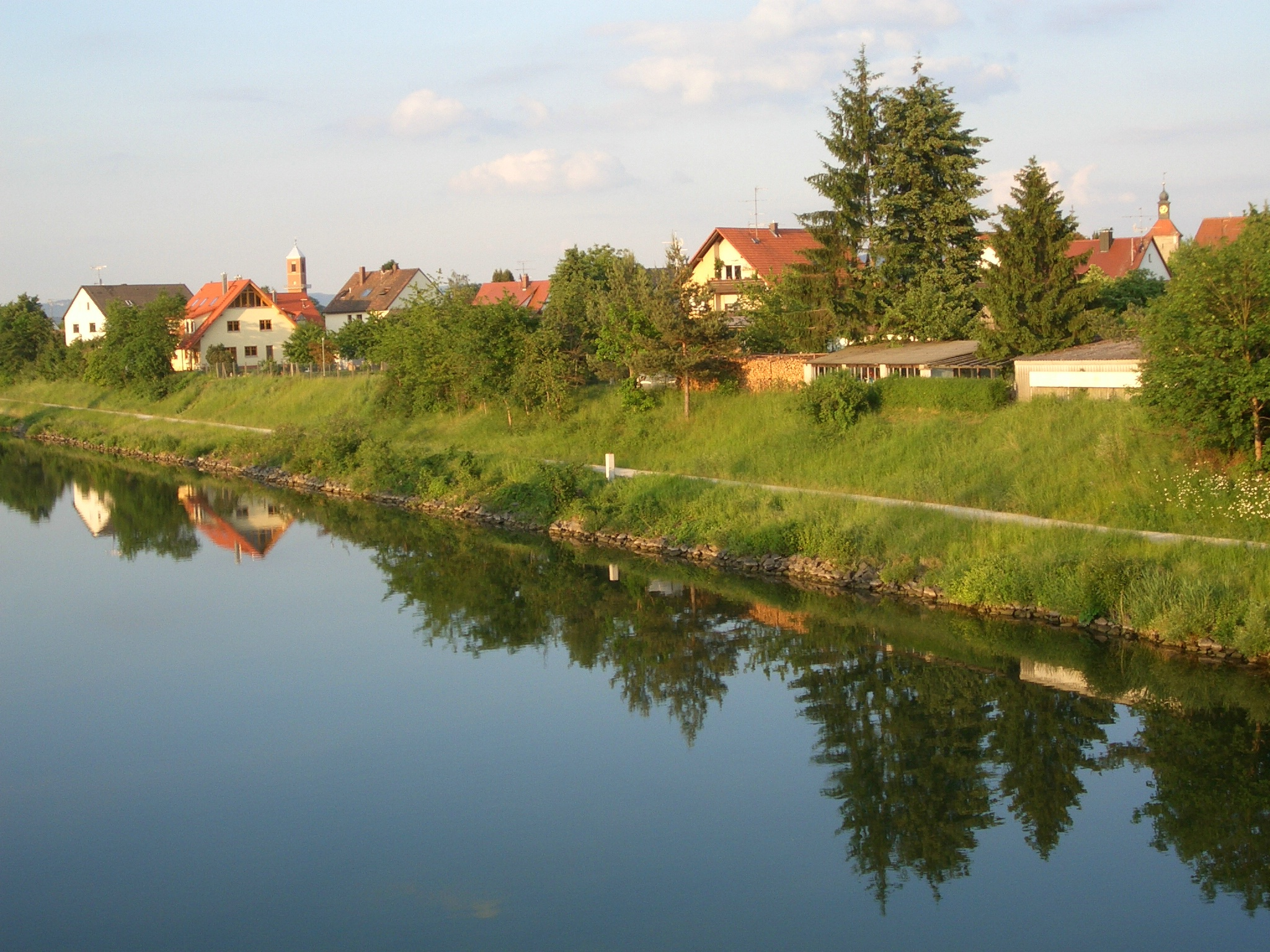
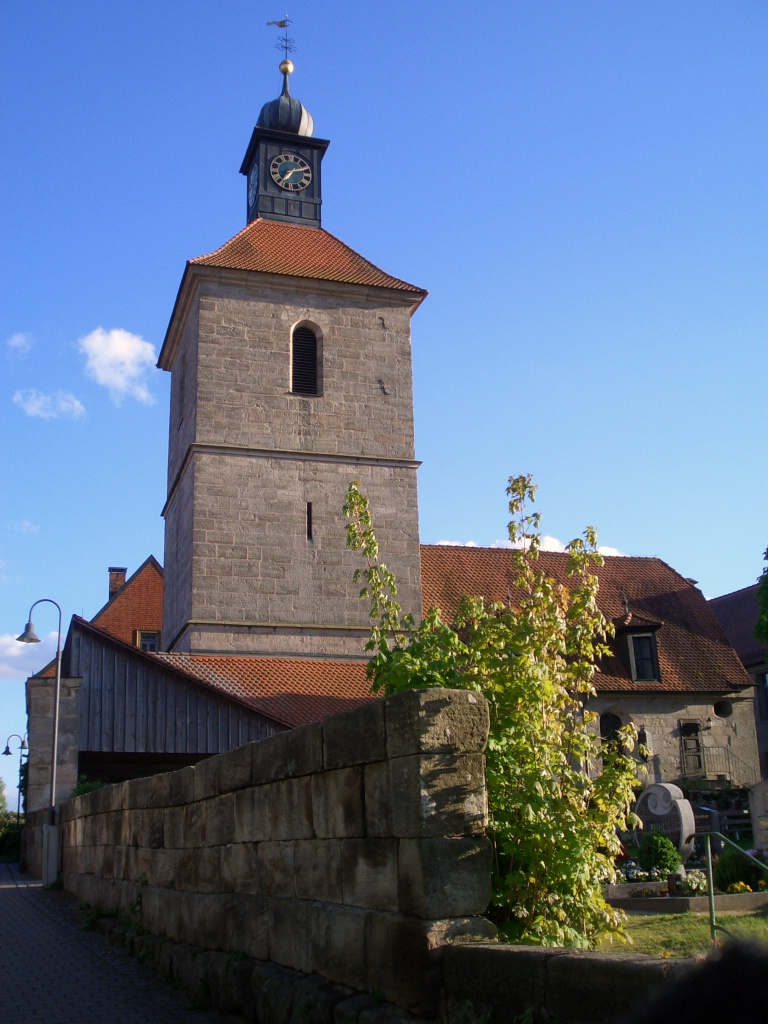
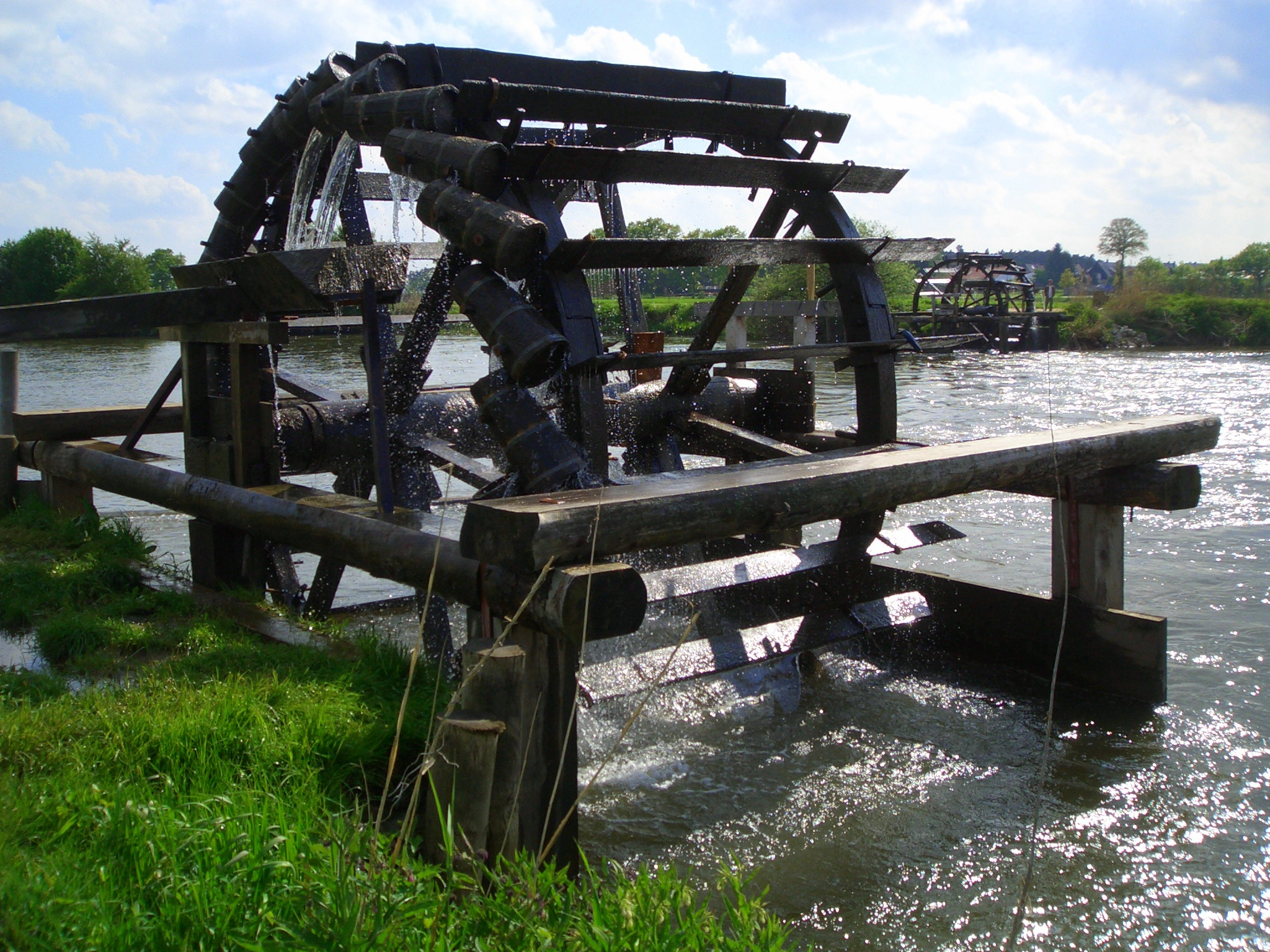
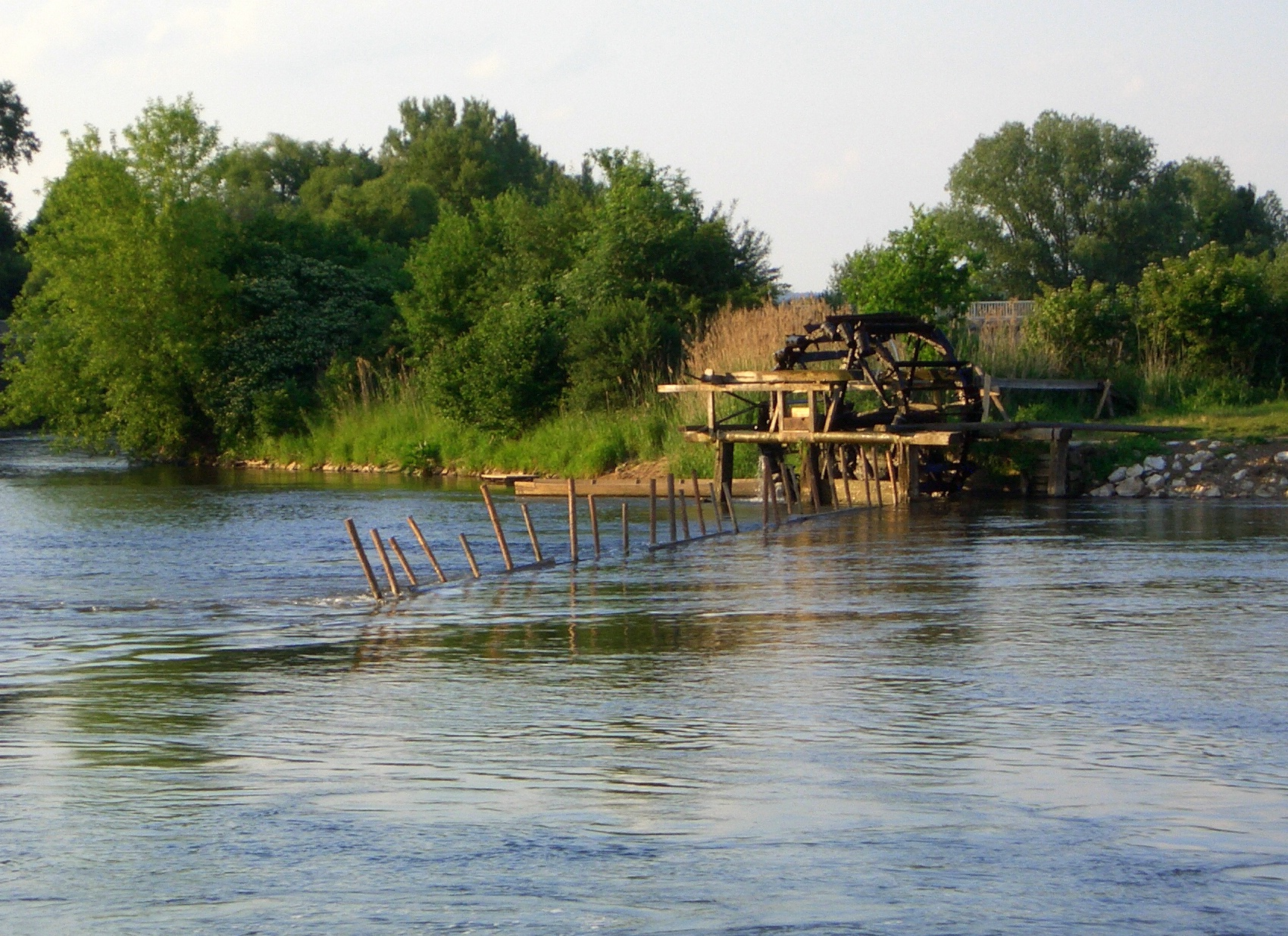

## Население
По оценке на 31 декабря 2015 года население общины Мёрендорф составляет 4854 чел. 

| Дата      | 1840 | 1871 | 1900 | 1925 | 1939 | 1950 | 1961 | 1970 | 1987 | 2011 |
| --------- | ---- | ---- | ---- | ---- | ---- | ---- | ---- | ---- | ---- | ---- |
| Население | 1026 | 1050 | 902  | 1000 | 1205 | 1701 | 1786 | 2157 | 3363 | 4478 |

| Год       | 1960 | 1970 | 1980 | 1990 | 2000 | 2009 | 2010 | 2011 | 2012 | 2013 | 2014 | 2015 |
| --------- | ---- | ---- | ---- | ---- | ---- | ---- | ---- | ---- | ---- | ---- | ---- | ---- |
| Население | 1794 | 2219 | 3102 | 3628 | 4108 | 4432 | 4447 | 4508 | 4522 | 4609 | 4717 | 4854 |